# Condado de Villanueva (1825)
El condado de Villanueva es un título nobiliario español creado el 8 de junio de 1825, con el vizcondado previo de "Valvanera", por el rey Fernando VII a favor de Bernabé Martínez de Pinillos y Sáinz de Cabezón, Coronel de los Reales Ejércitos, Comisario-Ordenador de la Real Armada, Superintendente General de Hacienda en Cuba y Alguacil Mayor del Santo Oficio de la Inquisición en La Habana, Caballero de la Real y Distinguida Orden de Carlos III (1806) y del Solar riojano de Las Calderas. 
Es denominación toponímica riojana como también el linaje del causante (Martínez de Pinillos). Obtuvo certificación de armas e informativo de nobleza el 10 de diciembre de 1792, expedida por Julián José Brochero, Cronista y Rey de Armas de Su Majestad.
Era hijo de Francisco Martínez de Pinillos Sáenz de Santa María, y su esposa, con quién había contraído matrimonio en Viguera el 6 de junio de 1742, María Ángela Sáinz de Cabezón y Garrido.
A este título le fue concedida la Grandeza de España el 13 de abril de 1844, Real Despacho del 26 de marzo de 1845 por la reina Isabel II a Claudio Martínez de Pinillos y Ceballos, segundo conde, coronel de infantería retirado, intendente general de Hacienda de la isla de Cuba.
Las armas, que no corresponden con el escudo del linaje de Martínez de Pinillos aunque tengan elementos en común, consisten en un escudo partido: 1º., en gules, una torre, de oro, de tres almenas, de las que penden dos calderas, de sable, acompañada en jefe de cinco tortillos, también de sable, puestos en faja, y en punta de una estrella de ocho rayos, de sable, y 2.º, en oro, un pino, de sinople, con un lobo, de sable, atado al tronco del pino con una cadena, también de sable, y en punta una estrella, del mismo color.

## Condes de Villanueva (1825)
|                           | Titular                                              | Periodo                   |
| Creación por Fernando VII | Creación por Fernando VII                            | Creación por Fernando VII |
| ------------------------- | ---------------------------------------------------- | ------------------------- |
| I                         | José Bernabé Martínez de Pinillos y Sáinz de Cabezón | 1825-1829                 |
| II                        | Claudio Martínez de Pinillos y Ceballos              | 1833-1852                 |
| III                       | Claudio Martínez de Pinillos y Ugarte                | 1852-1858                 |
| IV                        | Francisca Nemesia del Corral y Martínez de Pinillos  | 1858-1881                 |
| V                         | Adolfo Ponce de León y del Corral                    | 1882-1924                 |
| VI                        | Adolfo Ponce de León y Ponce de León                 | 1924- ?                   |
| Título caducado           |                                                      |                           |

## Historia de los Condes de Villanueva (1825)
- Bernabé Martínez de Pinillos y Sáinz de Cabezón (Viguera, villa de Torrecilla de Cameros (Logroño) b. 11 de junio de 1752 - La Habana, 10 de febrero de 1829), I conde de Villanueva.

1. Casó con Luisa María Josefa de Ceballos y Díaz, de Alonso y Juárez de Serpa (1761-1828).

Fueron sus hijos:
1. Luisa Martínez de Pinillos y Cevallos, tiene su defunción en la Catedral de La Habana a 28 de julio de 1823.
2. Clara María Josefa Martínez de Pinillos y Ceballos, que casó con Francisco María de la Concepción del Corral y Pérez de Alderete, cuya hija Francisca Nemesia, fue cuarta condesa de Villanueva, que seguirá.
3. Bernabé Martínez de Pinillos y Cevallos, fue Coronel de Dragones y Caballero de la orden de Calatrava, su defunción se encuentra en La Habana, parroquia del Santo Angel, a 4 de noviembre de 1842.
4. Juan Manuel Martínez de Pinillos y Cevallos, fue Coronel de Milicias de Caballería de la plaza de La Habana y Caballero de la orden de Montesa. Su defunción se encuentra en la Catedral de La Habana, a 2 de febrero de 1848.
5. Domingo Martínez de Pinillos y Cevallos, fue Teniente de las Reales Guardias Españolas, su defunción se encuentra en Sanlúcar de Barrameda, en la parroquial castrense, a 17 de enero de 1813.
6. Claudio José Bernabé Martínez de Pinillos y Ceballos, segundo conde de Villanueva, que sigue.
7. María Josefa Martínez de Pinillos y Ceballos.
8. José Martínez de Pinillos y Ceballos.

- Claudio José Bernabé Martínez de Pinillos y Ceballos (La Habana, 30 de octubre de 1780 - Madrid, 1852), II conde de Villanueva, I vizconde (efectivo) de Valvanera (rehabilitación del vizcondado previo, en 1852 para los primogénitos de los condes de Villanueva).

1. Casó en la Catedral de La Habana el 22 de septiembre de 1827, con María Teresa de Ugarte y Risel, Aróstegui y Beltrán de la Cruz (1797-1866). Le sucedió su hijo:

- Claudio José Martínez de Pinillos y Ugarte (La Habana, b. 28 de mayo de 1832 - 17 de enero de 1858), III conde de Villanueva, II vizconde de Valvanera. Soltero. Sin descendientes. Como falleció soltero y sin sucesión, fue sucedido por su prima hermana:

- Francisca María Nemesia del Corral y Martínez de Pinillos (1825 - 4 de mayo de 1881), IV condesa de Villanueva, hija de su tía Clara María Martínez de Pinillos y Ceballos y Francisco María de la Concepción del Corral y Pérez de Alderete.

1. Casó en La Habana (Guadalupe) 11 de enero de 1848 con Francisco Filomeno Ponce de León y Balzán, Criloche y de la Peña (1822-1884), III marqués de Aguas Claras (antiguo marquesado de San Antonio cedido con facultad Real por Manuel Bustamante, con nueva denominación el 12 de marzo de 1833), hijo de Francisco Filomeno Ponce de León y Criloche (1777-1835) y de su esposa Rosa María Balzán y Peña, hermano de Juan Antonio Ponce de León y Balzán (1811-1841), II marqués de Aguas Claras (el 23 de marzo de 1840). Soltero, a quién sucedió. Era nieto de Antonio Ponce de León y Maroto I conde de Aguas Claras y de su primera mujer María de las Mercedes Criloche y Zayas, cuyo hermano fue I conde de Casa Ponce y Maroto (n. en 1752, f. en 1838). Le sucedió su hijo:

- Adolfo Claudio Ponce de León y del Corral (1859-1924), V conde de Vilanueva, IV vizconde de Valvanera ( en 1877).

1. Casó en La Habana (Espíritu Santo) el 7 de agosto de 1889 con María de las Mercedes Ponce de León y González Gamero, su prima, hija de José Ignacio Ponce de León y Morillas, V conde de Casa Ponce de León y Maroto (1884) y de Cecilia González Gamero y Curbelo.

Fueron sus hijos:
1. Adolfo, VI conde de Villanueva, que sigue.
2. María Francisca Ponce de León y Ponce de León, que casó con José Blasco Alarcón.
3. Clara Ponce de León y Ponce de León, que casó con Sergio Fernández Vildósola, padres de Sergio Vildósola y Ponce de León (n. en 1933), V marqués de Aguas Claras (27.10.1989), IX conde de Casa Ponce de León y Maroto (1.2.1990).
4. María de las Mercedes Ponce de León y Ponce de León, que casó con José Pantaleón Machado Benitoa.
5. Francisco Ponce de León y Ponce de León.
6. José Ignacio Ponce de León y Ponce de León, IV marqués de Aguas Claras (rehabilitado 1957), VIII conde de Casa Ponce de León y Maroto .
7. Claudio Ponce de León y Ponce de León.

- Adolfo Ponce de León y Ponce de León, VI conde de Villanueva, V vizconde de Valvanera, (esta sucesión no parece haber sido validada).

1. Casó con Evangelista Benavides Iglesias.

Fueron sus hijos:
1. María de las Mercedes Ponce de León y Benavides.
2. Adolfo Ponce de León y Benavides, que casó con Sonia Blanco Zalba.
3. Isidoro Ponce de León y Benavides.

## Nota
Los títulos de "conde de Villanueva" y de "vizconde de Valvanera" no han sido rehabilitados nunca, por lo que en estos momentos son solamente dos títulos históricos, sin posibilidad de rehabilitación.